# Social- og sundhedsuddannelser i Danmark
Social- og sundhedsuddannelserne (også kaldet SOSU-uddannelserne) hører under kategorien ungdomsuddannelser, og dækker tre uddannelser og et grundforløb.
Uddannelserne finder sted på social- og sundhedsskoler rundt om i landet.
Social- og sundhedsuddannelserne er erhvervsrettede ungdomsuddannelser og omfatter følgende 3 uddannelser:
- Social- og sundhedshjælper (SOSU-hjælper/SSH) (1 år og 2 måneder)
- Social- og sundhedsassistent (SOSU-assistent/SSA) (2 år og 10 måneder)
- Pædagogisk assistent (PAU) (2 år og 3½ måned)

Social- og sundhedsskolerne tilbyder desuden et introduktionsforløb (et grundforløb) på ca. 20 uger. 
Grundforløbet har til formål at introducere og forberede de studerende til studierne og giver adgang til uddannelserne til SSA, SSH og Pædagogisk assistent.
Grundforløbet er desuden obligatorisk for ansøgere til SSH-uddannelsen og pædagogisk assistent-uddannelsen. Er man allerede uddannet SSH, kan man starte direkte på SSA-uddannelsen, uden at gennemføre grundforløbet. 
I modsætning til tidligere, kan man i dag starte på SSA-uddannelsen uden først at have gennemført SSH-uddannelsen.
Social- og sundhedsuddannelserne: 
- kvalificerer eleverne til at begynde i job/lønarbejde straks efter endt uddannelse.

- blev oprettet den 1. april 1991 og erstattede de tidligere uddannelser til sygehjælper, beskæftigelsesvejleder, plejehjemsassistent og sygeplejer (plejer).

Social- og sundhedsassistenter, social- og sundhedshjælpere, pædagogmedhjælpere, sygehjælpere, sygeplejere, hjemmehjælpere, beskæftigelsesvejledere og plejehjemsassistenter er organiseret i Social- og Sundhedsafdelingen i fagforeningen FOA - Fag og Arbejde.

## Videreuddannelse
Som uddannet SOSU-assistent har man mulighed for at søge ind på en del mellemlange videregående uddannelser (MVU) indenfor velfærdsområdet, bl.a. som sygeplejerske, ergoterapeut, fysioterapeut, socialrådgiver og pædagog.
Som uddannet Pædagogisk assistent kan man også søge ind på pædagogstudiet.

## Eksterne kilder og henvisninger
- Information om de enkelte social- og sundhedsuddannelser – UG.dk Arkiveret 5. februar 2007 hos  Wayback Machine
- SOSU-Lederforeningen SOSU Danmark